# Südlicher Gotteslachs
Der Südliche Gotteslachs (Lampris immaculatus) ist ein Meeresfisch, der in den südlichen Weltmeeren zwischen 34° Süd und der Antarktischen Konvergenz vorkommt. Er lebt dort in Tiefen von 50 bis 485 Metern.

## Merkmale
Wie alle Gotteslachse ist Lampris immaculatus ein großwüchsiger Fisch mit seitlich abgeflachtem Körper. Im Unterschied zu den anderen Gotteslachsarten, die einen annähernd runden Körper haben und mit zahlreichen Flecken gemustert sind, ist der des Südlichen Gotteslachs länglich oval und ungefleckt. Die Körperlänge beträgt etwa das 1,8fache der Körperhöhe oder etwas mehr. Der Südliche Gotteslachs kann eine maximale Standardlänge von 1,10 Metern, eine maximale Gesamtlänge von 1,25 Metern und ein Gewicht von 30 kg erreichen. Der Rücken der Fische ist dunkel, silbrig-blau, die Seiten und die Bauchregion hell und die Flossen sind leuchtend rot.
- Flossenformel: Dorsale 55–56, Anale 36–40.[1]

Lampris immaculatus ernährt sich von epipelagischen Fischen, Kopffüßern (z. B. Moroteuthis ingens), Krill und Wirbellosen mit weichen Körpern.